# Kirby (Arkansas)
Kirby è un census-designated place (CDP) degli Stati Uniti d'America, situato in Arkansas, nella contea di Pike. Secondo il censimento del 2020 gli abitanti di Kirby ammontavano a 721.